# Marek Grad
Marek Andrzej Grad (ur. 19 listopada 1951 w Grodzisku Mazowieckim, zm. 17 maja 2020) – polski geofizyk, sejsmolog, polarnik, profesor zwyczajny nauk o Ziemi. Pracował w Zakładzie Fizyki Litosfery Instytutu Geofizyki Wydziału Fizyki Uniwersytetu Warszawskiego.

## Życiorys

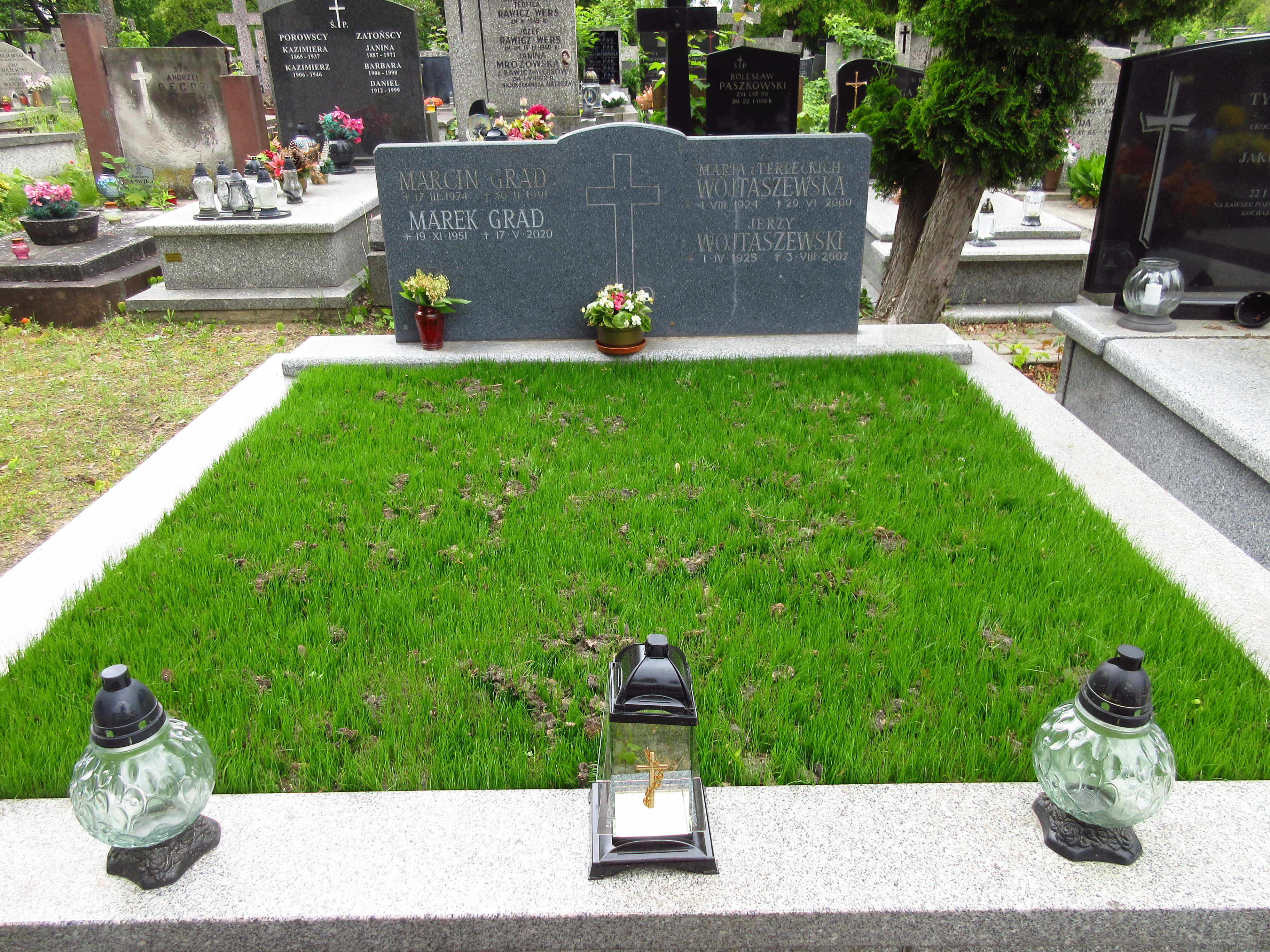
Grób profesora Marka Grada na cmentarzu Bródnowskim w Warszawie

W latach 1991–2002 dyrektor Instytutu Geofizyki Wydziału Fizyki Uniwersytetu Warszawskiego. Od 2004 był członkiem korespondentem Polskiej Akademii Nauk. W latach 2011–2012 był zastępcą przewodniczącego Rady Kuratorów Wydziału III Nauk Ścisłych i Nauk o Ziemi PAN. W latach 2012–2014 był dziekanem tego wydziału. Od 1999 członek zagraniczny Fińskiej Akademii Nauk, należał do komitetu sterującego programu NATO Science for Peace. Członek komitetów redakcyjnych czasopism naukowych między innymi „Polish Polar Research”, „International Journal of Geophysics”, „Acta Geophysica” oraz „Przegląd Geofizyczny”.
Obszar działalności naukowej Marka Grada to sejsmologia, zwłaszcza sejsmologia strukturalna. Zajmował się badaniami skorupy ziemskiej oraz górnego płaszcza Ziemi korzystając z metod sejsmologii eksplozyjnej (głównie tzw. głębokie sondowania sejsmiczne). Uczestniczył w badaniach między innymi w Polsce, Finlandii, na Spitsbergenie oraz Antarktyce Zachodniej. Był twórcą cyfrowej mapy nieciągłości Moho dla Płyty Europejskiej opracowanej wspólnie z Timo Tiirą z Uniwersytetu w Helsinkach na podstawie danych pochodzących od zespołów badawczych z Europy i Ameryki Północnej. Była to pierwsza mapa, pokazująca głębokość nieciągłości Moho dla całej Europy. Spotkała się ona z dużym zainteresowaniem europejskich i amerykańskich środowisk naukowych. Pełnił funkcję koordynatora takich eksperymentów fizycznych jak  POLONAISE’97, CELEBRATION 2000, ALP 2002, SUDETES 2003,TOR, PASSEQ 2006-2008 oraz 13 BB-STAR.  Wspólnie z Leszkiem Czechowskim wskazał na możliwość istnienia dwóch rodzajów astenosfery. Zajmował się popularyzacją nauki. Wygłaszał wykłady podczas Festiwalu Nauki, w szkołach średnich oraz na Uniwersytecie Otwartym. Jednym z jego zainteresowań była turystyka górska.
Wypromował 10 doktorów, 21 magistrów i 18 licencjatów. W latach 1976–2020 opublikował 298 prac naukowych (w tym ponad 130 ze listy filadelfijskiej) cytowanych ponad 5 tysięcy razy według bazy Scopus.
Zmarł nagle 17 maja 2020, pochowany na cmentarzu Bródnowskim w Warszawie (kwatera 50G-3-25).